# Duets: the Final Chapter
The Notorious B.I.G. Duets: The Final Chapter è il terzo album postumo di The Notorious B.I.G. L'album è stato pubblicato dalla Bad Boy Records il 2 dicembre 2005, diventato anch'esso disco di platino.
L'album presenta dei duetti tra Biggie e diversi popolari cantanti e MC, in maggior numero rispetto al precedente LP Born Again (The Notorious B.I.G.) (1999).  La confezione include anche un DVD contenente esibizioni e video musicali di Biggie.
Il primo singolo tratto dall'album è stato "Nasty Girl", featuring Diddy, Nelly e Jagged Edge. Il singolo è arrivato alla numero 1 nel Regno Unito nella seconda settimana di pubblicazione, rimanendoci per due settimane. Il singolo ha aiutato l'album ad arrivare alla posizione numero 13, la più alta mai raggiunta da Biggie nel Regno Unito  Life After Death si era fermato all numero 23. Negli Stati Uniti, "Nasty Girl" è salita fino alla numero 45 di Billboard Hot 100, mentre in Australia è entrata nella Top 20.
Il secondo singolo dell'album è stato "Spit Your Game", featuring Twista e Bone Thugs-N-Harmony, un doppio singolo con "Hold Ya Head", duetto con l'ultimo Bob Marley, originariamente b-side di "Nasty Girl" nella versione per il Regno Unito e l'Australia. "Hold Ya Head" è stata prodotta da Clinton Sparks, e contiene un campionamento del brano di Marley "Johnny Was".
Dopo la pubblicazione del secondo singolo, "Spit Your Game" / "Hold Ya Head", "Whatchu Want", featuring Jay-Z dovrebbe essere il terzo singolo estratto dall'album.
Il disco non ha ricevuto critiche positive, per la scarsità di nuovo materiale, probabilmente esauritosi con la pubblicazione di Born Again. Molti fan del genere hanno visto in questa pubblicazione un mero sfruttamento da parte di P. Diddy dell'eredità del defunto rapper.

## Tracce
1. B.I.G. Live in Jamaica (Intro) – 1:22 – Jeffery "J-Dub" Walker for The Hitmen
2. It Has Been Said (featuring Diddy, Eminem & Obie Trice) – 3:18 – Eminem
3. Spit Your Game (featuring Twista & Bone Thugs-N-Harmony) – 4:09 – Swizz Beatz
4. Whatchu Want (The Commission featuring Jay-Z & The Notorious B.I.G.) – 3:54 – Danja
5. Get Your Grind On (featuring Big Pun, Fat Joe & Freeway) – 5:24 – Sean Cane and LV for The Hitmen
6. Living the Life (featuring Snoop Dogg, Ludacris, Faith Evans, Cheri Dennis & Bobby Valentino) – 4:28 – Coptic Sounds
7. The Greatest Rapper (Interlude) – 0:08
8. 1970 Somethin' (featuring The Game & Faith Evans) – 3:25 – Dre & Vidal, Static Major
9. Nasty Girl (featuring Diddy, Nelly, Jagged Edge & Avery Storm) – 4:46 – Jazze Pha
10. Living in Pain (featuring 2Pac, Mary J. Blige & Nas) – 4:01 – Just Blaze
11. I'm with Whateva (featuring Lil Wayne, Juelz Santana & Jim Jones) – 2:33 – Steven "Stevie J" Jordan for The Hitmen
12. Beef (featuring Mobb Deep) – 4:57 – Havoc
13. My Dad (Interlude) – 0:10
14. Hustler's Story (featuring Scarface, Akon & Big Gee) – 5:47 – Jeffrey "J Dub" Walker and Mario Winans for The Hitmen, Reefa, Suga Mike
15. Breakin' Old Habits (featuring T.I. & Slim Thug) – 4:36 – Chink Santana
16. Ultimate Rush (featuring Missy Elliott) – 3:48 – Scott Storch
17. Mi Casa (featuring R. Kelly & Charlie Wilson) – 4:12 – Jeffrey "J Dub" Walker and Mario Winans for The Hitmen, DJ Green Lantern
18. Little Homie (Interlude) – 0:34
19. Hold Ya Head (featuring Bob Marley) – 2:45 – Clinton Sparks
20. Just a Memory (featuring Clipse) – 4:30 – Scram Jones
21. Wake Up (featuring Korn) – 3:35 – Jonathan Davis, Atticus Ross
22. Love Is Everlasting (Outro) – 0:57